# ARQ Nationaal Psychotrauma Centrum

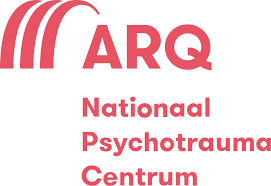
Logo van ARQ Nationaal Psychotrauma Centrum

Het ARQ Nationaal Psychotrauma Centrum is een Nederlands expertisecentrum dat zich richt op de preventie, behandeling en kennisdeling rondom psychotrauma. Het centrum opereert zowel nationaal als internationaal. ARQ biedt gespecialiseerde zorg aan individuen en organisaties die te maken hebben gehad met ingrijpende gebeurtenissen.

## Geschiedenis
ARQ werd in 2007 opgericht vanuit Stichting Centrum'45. De oprichting was een reactie op de behoefte aan versterkte samenwerking op het gebied van psychotraumazorg. In de daaropvolgende jaren sloten meerdere organisaties zich aan bij ARQ om de expertise en zorg rondom psychotrauma te bundelen. De kennis en ervaring van ARQ vinden hun oorsprong in de hulp die na de Tweede Wereldoorlog werd geboden aan oorlogsgetroffenen.

## Organisatie
ARQ bestaat uit twee hoofdorganisaties: ARQ Centrum'45 en ARQ IVP, aangevuld met meerdere afdelingen. Door deze bundeling is alle psychotrauma-expertise onder één dak aanwezig. ARQ Centrum '45 is een TOPGGz-erkend landelijk behandel- en expertisecentrum voor psychotrauma en behandelt mensen met complexe psychotraumaklachten die het gevolg zijn van vervolging, oorlog en geweld.

## Activiteiten

### Behandeling en zorg
ARQ biedt gespecialiseerde zorg aan individuen met psychotraumaklachten, waaronder posttraumatische stressstoornis (PTSS). De behandelingen zijn gericht op zowel preventie als diagnostiek en therapie, afgestemd op de behoeften van verschillende doelgroepen, zoals vluchtelingen en mensen met een migratieachtergrond.

### Onderzoek en opleiding
Het centrum investeert in wetenschappelijk onderzoek om behandelingen en beleidsadvies up-to-date te houden. ARQ heeft leerstoelen bij universiteiten en eigen onderzoekers in dienst. Daarnaast biedt de ARQ Academy opleidingen en trainingen aan professionals op het gebied van psychotrauma en PTSS.

### Nazorg en ondersteuning
ARQ heeft nazorg-contactpunten opgezet om hulp te bieden bij vragen na verlies en andere psychotraumatische ervaringen. Deze contactpunten richten zich op rouw- en verliesverwerking en ondersteuning van naoorlogse generaties.

### Internationale betrokkenheid
ARQ is actief betrokken bij internationale projecten en biedt mentale gezondheids- en psychosociale ondersteuning (MHPSS) aan mensen die getroffen zijn door oorlog en humanitaire rampen in lage- en middeninkomenslanden.